# JR貨物W18F形コンテナ
JR貨物W18F形コンテナ（JRかもつW18Fがたコンテナ）は、日本貨物鉄道（JR貨物）が保有する廃棄物用12ft鉄道コンテナである。2008年（平成20年）から製造されている。

## 構造
両側扉二方開きで、内容積18.1m3。廃棄予定のPCBを輸送するために製造され、北海道室蘭市内のPCB処理施設へのPCB輸送に使用されている。外観は19B形等の配色から紫と白を逆転させた配色が採用されており、遠くからも容易に識別できる。また静脈物流向けコンテナであることから、コンテナナンバーの上に黄色地に黒字で『環』とかかれたステッカーが貼られている。

## 現状
2009年（平成21年）4月1日現在、10個がJR貨物に籍を置いている。